# Rubus canadensis

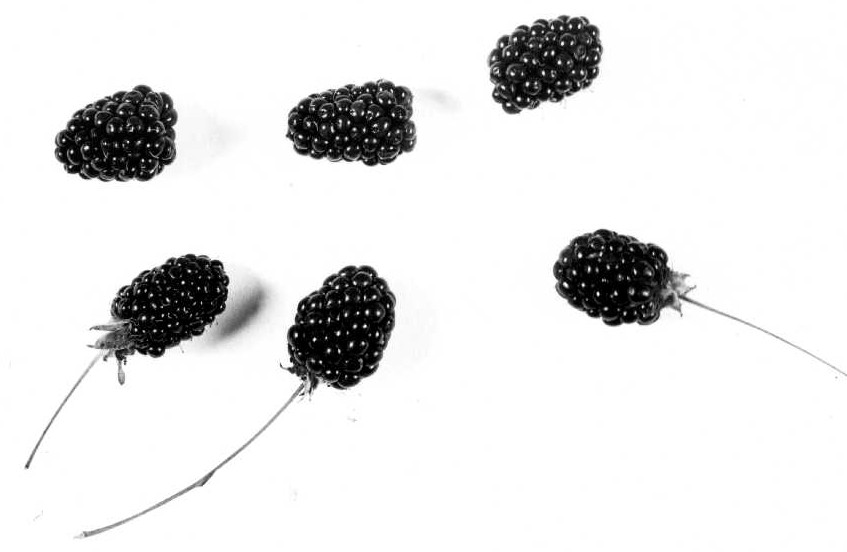
Quả của R. canadensis

Rubus canadensis, được biết đến với nhiều tên gọi phổ biến như mâm xôi mịn, mâm xôi không gai, mâm xôi mịn bụi cao hay mâm xôi Canada, là một loài thực vật có hoa thuộc chi Mâm xôi. Đây là loài bản địa của hai quốc gia Canada, chủ yếu là miền trung và miền đông của nước này (từ Newfoundland đến Ontario), và Hoa Kỳ, chủ yếu là phía đông (New England, khu vực xung quanh Ngũ Đại Hồ và dãy Appalachia).

## Mô tả
R. canadensis là cây bụi thân rễ, cao khoảng 2 - 3 mét; khoảng 2 tháng thì nó đã cao tới 1 mét. Thân của nó gần như không có gai nhọn nên được gọi là "mâm xôi mịn (hoặc mướt)", rất mảnh và dày khoảng 2 – 5 mm. Lá rụng theo mùa và mọc xen kẽ nhau, có hình elip, rất mịn, lông thưa thớt ở mặt dưới, có răng cưa, dài khoảng 10 – 20 cm và rộng khoảng gần 10 cm. Hoa mọc thành cụm 15 đến 25 hoa, cuống không có lông; hoa lưỡng tính, màu trắng, đường kính khoảng 8 – 22 mm; nở vào tháng 5 đến tháng 7. Quả hạch dài tới 25 mm, màu đen, tím và đỏ, vị ngọt, rất được ưa thích trong số các loại quả mâm xôi khác. Cây có thể mọc từ hạt giống hoặc từ thân rễ mẹ.
R. canadensis rất ưa đất nhiều mùn và những nơi có nhiều nắng (hoặc bóng râm), cây con mọc vào mùa thu, lá rụng vào mùa đông nhưng vẫn còn trên cành. R. canadensis thường sinh trưởng trong các bụi râm, rừng thưa hay các trảng cỏ.
R. canadensis có hình thái tương tự như Rubus allegheniensis ngoại trừ nó không có lông tơ.

## Sử dụng
Quả có vị khá ngọt, có thể ăn sống, sấy khô hoặc nấu chín, làm mứt hoặc thêm vào bánh nướng. Nước sắc của thân và gốc đã được sử dụng để điều trị bệnh lỵ. Thuốc nhuộm màu xanh lam hoặc màu dương đậm có thể thu được từ quả.
Đây là nguồn thực phẩm quan trọng của người Mỹ bản địa và những động vật khác. Các bụi cây cũng là nơi trú ngụ của các loài chim, sóc.

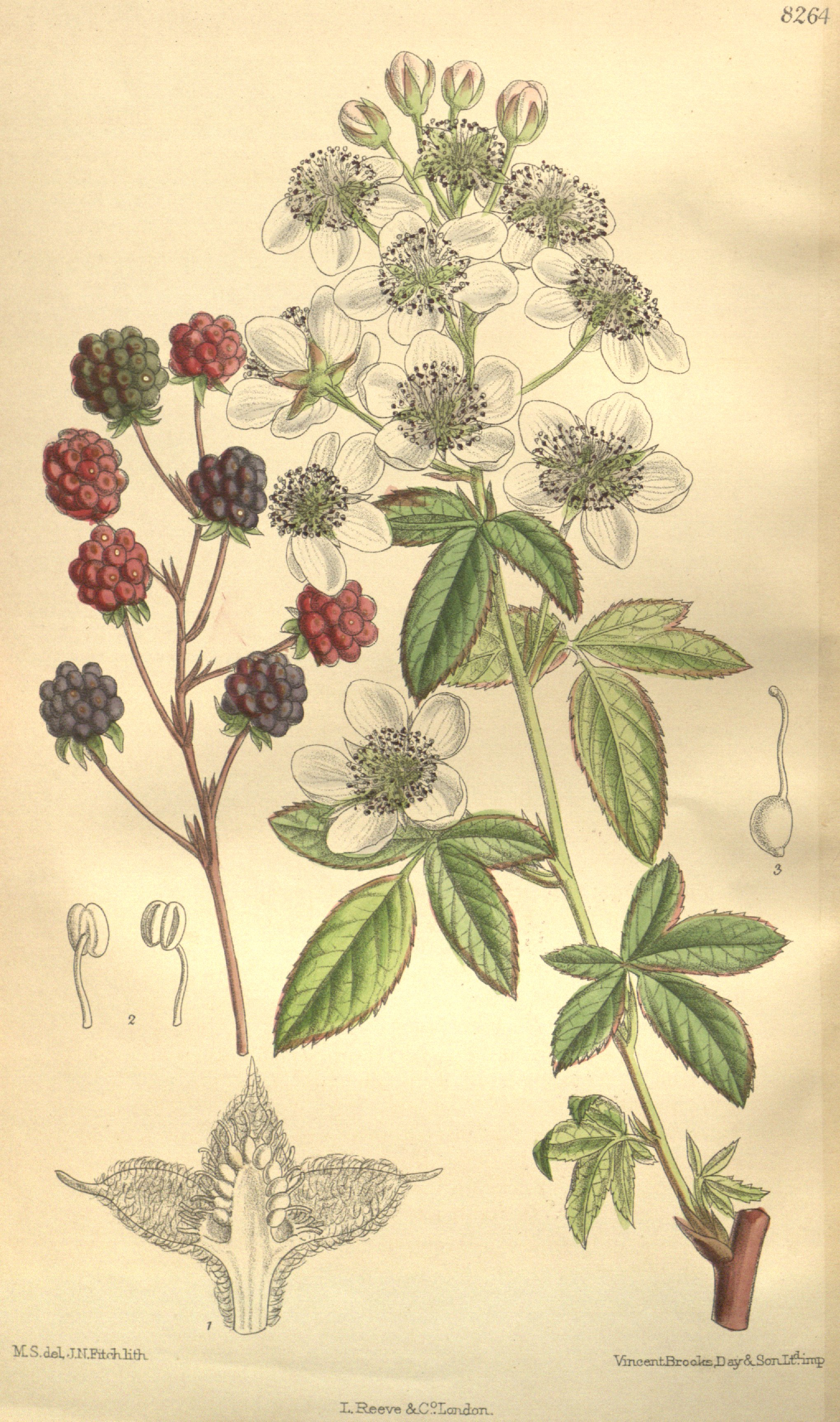
Bản mô tả của R. canadensis